# LinnexOS
LinnexOS – polska dystrybucja systemu GNU/Linux oparta na PCLinuxOS.

## LinnexOS
To system operacyjny GNU/Linux przeznaczony do pracy w domu i w firmie. W systemie zaimplementowano programy konfiguracyjne (tzw. „drake”) pozwalające na zmianę parametrów i zarządzanie komputerem w trybie graficznym. LinnexOS korzysta z pakietów RPM, ale niezalecane jest instalowanie pakietów przeznaczonych dla innych dystrybucji niż PCLinuxOS (pakiety tex.rpm) i LinnexOS (pakiety lxs.rpm). Menedżer oprogramowania Synaptic (również w trybie graficznym) w prosty sposób pozwala instalować i usuwać oprogramowanie, a także przeprowadzać aktualizację systemu. LinnexOS oparty został w całości na PCLinuxOS autorstwa Texstara.

## Właściwości
LinnexOS wydawany jest w postaci LiveCD, to znaczy, że nie ma potrzeby instalowania systemu na dysku, by z niego korzystać. Na płycie CD skompresowane jest blisko 1,5 GB oprogramowania.
LiveCD ma też możliwość instalacji na dysku. Po instalacji można doinstalować do systemu najbardziej aktualne oprogramowanie oraz aktualizować na bieżąco już zainstalowane.

## Oprogramowanie
System
- Jądro: 2.6.12-oci1
- KDE: 3.4.1
- Xorg: 6.8.2

Multimedia
- Amarok, Xmms (mp3, ogg, audio CD)
- Xine, mPlayer, KMplayer, Kaffeine, Noatun (DivX, XviD, DVD, VCD, WMV)
- Gimp, Digikam (edycja obrazów, fotografia cyfrowa)
- TVTime (odbiór telewizji)

Internet
- Firefox, Konqueror (przeglądarki WWW)
- Thunderbird, KMail (programy pocztowe)
- Kasablanca (FTP)
- Kadu (gadu-gadu), Skype (komunikator głosowy)

Firma i biuro
- OpenOffice.org (Writer, Calc, Impress, Draw)
- LeftHand Mała Księgowość (faktury, magazyn, księgowość, CRM)

P2P
- amule (przesyłanie plików)

W repozytoriach znajdują się najnowsze pakiety do aktualizacji już zainstalowanych programów lub zainstalowania nowych.

## Licencja
Większość programów zawartych w LinnexOS rozpowszechniana jest na zasadach Powszechnej Licencji Publicznej GNU/GPL.